# Hemimonto
Hemimonto (en latín: Haemimontus; en griego: ἐπαρχία Αἱμίμοντος) era una provincia del período final del Imperio Romano y los primeros años del Imperio Bizantino, ubicada en el noreste de Tracia.
Estaba subordinada a la diócesis de Tracia, que a su vez formaba parte de la prefectura del pretorio de Oriente. Su capital era Adrianópolis (la moderna Edirne, Turquía) y estaba gobernada por un praeses. Cuando se estableció el sistema de Themas en el siglo VII, la provincia fue reemplazada por el thema de Tracia, pero sobrevivió como metrópolis eclesiástica ortodoxa hasta la última época del período bizantino.

## Sedes episcopales
Las sedes episcopales de la provincia que aparecen en el Anuario pontificio como sedes titulares son:
| - Adrianópolis (Edirne, en Turquía) - Anquíalo (Pomorie en Bulgaria) - Brísis (Pınarhisar, Turquía) - Bucelo (Matochina, Bulgaria) | - Bulgarófigo (Babaeski, Turquía) - Deulto (Debelt, Bulgaria) - Mesembria (Nesebar, Bulgaria) - Niceia Parva (Havsa, Yurquía) |

## Honores
La meseta de Hemimont en la Tierra de Graham, Antártida, lleva este nombre de la provincia en su honor.